# گروه بیسل
گروه بیسل (انگلیسی: Bissell Group) شرکت لوازم خانگی آمریکایی است، که در سال ۱۸۷۶ تأسیس شد.